# Xocalı (Salyan)
Xocalı è un comune dell'Azerbaigian situato nel distretto di Salyan. Conta una popolazione di 365 abitanti.